# 이국철
이국철(李國哲, 경상북도 대구시 1962년 3월 17일 ~ )은 SLS그룹 회장을 역임하는 대한민국의 기업인이다.

## 학력
- 대봉초등학교
- 국립철도고등학교

## 경력
1981년부터 10여 년간 공무원으로서 생활하였다. 해태중공업 창원 공장 인수, 2005년 신아조선 인수에 성공하였고 SLS중공업과 SLS조선을 운영하였다.

## 사건·사고·논란

### 검찰 기소와 금품 제공 폭로
2010년 11월 창원지방법원은 뇌물 공여와 허위 공시, 비자금 조성 혐의로 기소된 회장 이국철과 이국철의 형인 대표이사 이 아무개를 대상으로 해 징역 3년에 집행유예 5년을 선고하였다.
2011년 9월, 신재민 전 문화체육관광부 차관에게 그동안 수십억 원을 건넸다고 폭로했다. 민주당 국회의원 박지원은 회장 이국철에게서 전 차관 신재민이 대선 전후 아메리카합중국 출장 시 현지 법인카드를 사용한 내역을 가지고 있고 다른 여권 실세에게 돈을 주었다는 주장을 들었다고 밝혔다.
2012년 5월 23일, 징역 8년이 구형됐다. 2012년 6월 4일엔 전 차관 신재민과 징역 3년 6월이 확정되었으나 2012년 11월 30일, 항소심에서 보석으로 석방됐으나 재수감됐고 2013년 1월 31일, 항소심에서 징역 2년 6개월을 선고받고 법정 구속되고서 2013년 6월 13일, 징역 2년 6월을 선고한 원심이 확정됐다.

## 같이 보기
- 신재민